# 容博
容博，是匈牙利琼格拉德州所辖的一个村。总面积26.89平方公里，总人口3513，人口密度130.6人/平方公里（2011年1月1日）。